# Arturo Casado
Pour les articles homonymes, voir Casado.
Arturo Casado Alda, né le 26 janvier 1983 à Madrid, est un athlète espagnol spécialiste du demi-fond.

## Biographie
Désigné meilleur athlète espagnol junior en 2001, Arturo Casado se classe sixième du 1 500 mètres lors des Championnats du monde juniors 2002 de Kigston. En 2005, il échoue au pied du podium des Championnats d'Europe en salle avant de remporter la médaille d'or des Jeux méditerranéens disputés à Almería, devançant finalement le Marocain Adil Kaouch. Pour sa première participation à une compétition planétaire, les Championnats du monde d'Helsinki, l'Espagnol termine cinquième de la finale du 1 500 m avec le temps de 3 min 39 s 45. Il se classe quatrième des Championnats d'Europe 2006 de Göteborg.
En début d'année 2007, à Birmingham, Arturo Casado monte sur la troisième marche du podium du 1 500 m des Championnats d'Europe en salle remportés par son compatriote Juan Carlos Higuero. Septième des mondiaux d'Osaka en 2007, il prend la quatrième place des Championnats du monde en salle 2008 et la cinquième place des Championnats d'Europe en salle 2009.
Le 30 juillet 2010 à Barcelone, Arturo Casado devient champion d'Europe du 1 500 mètres au terme d'une course tactique remportée dans le temps de 3 min 42 s 74. Il devance finalement l'Allemand Carsten Schlangen et l'Espagnol Manuel Olmedo, ce qui lui permet de représenter l'Europe lors de la Coupe continentale d'athlétisme 2010.
Il prend sa retraite sportive le 27 décembre 2017, après des années gâchées par des blessures.

## Records personnels
- 800 m : 1 min 45 s 52 (Madrid, 2009)
- 1 500 m : 3 min 33 s 14 sur (Rome, 2008)
- Mile : 3 min 52 s 38 (Oslo, 2007)

## Palmarès
| Date | Compétition                            | Lieu         | Résultat | Epreuve    | Temps         |
| ---- | -------------------------------------- | ------------ | -------- | ---------- | ------------- |
| 2001 | Championnats du monde de cross-country | Ostende      | 45e      | Individuel | 27 min 52 s   |
| 2001 | Championnats d'Europe juniors          | Grosseto     | 3e       | 1 500 m    | 3 min 48 s 76 |
| 2002 | Championnats du monde de cross-country | Dublin       | 80e      | Individuel | 26 min 26 s   |
| 2002 | Championnats du monde juniors          | Kingston     | 6e       | 1 500 m    | 3 min 44 s 67 |
| 2003 | Championnats d'Europe espoirs          | Bydgoszcz    | 7e       | 1 500 m    | 3 min 46 s 17 |
| 2005 | Championnats d'Europe en salle         | Madrid       | 4e       | 1 500 m    | 3 min 38 s 94 |
| 2005 | Jeux méditerranéens                    | Almería      | 1er      | 1 500 m    | 3 min 45 s 61 |
| 2005 | Championnats d'Europe espoirs          | Erfurt       | 1er      | 1 500 m    | 3 min 47 s 02 |
| 2005 | Championnats du monde                  | Helsinki     | 5e       | 1 500 m    | 3 min 39 s 45 |
| 2006 | Championnat d'Europe                   | Göteborg     | 4e       | 1 500 m    | 3 min 40 s 86 |
| 2007 | Championnats d'Europe en salle         | Birmingham   | 3e       | 1 500 m    | 3 min 44 s 73 |
| 2007 | Championnats du monde                  | Osaka        | 7e       | 1 500 m    | 3 min 35 s 62 |
| 2008 | Championnats du monde en salle         | Valence      | 4e       | 1 500 m    | 3 min 38 s 88 |
| 2009 | Championnats d'Europe en salle         | Turin        | 5e       | 1 500 m    | 3 min 45 s 17 |
| 2010 | Championnat d'Europe                   | Barcelone    | 1er      | 1 500 m    | 3 min 42 s 74 |
| 2010 | Coupe continentale                     | Split        | 4e       | 1 500 m    | 3 min 37 s 43 |
| 2011 | Championnats du monde de cross-country | Punta Umbría | 70e      | Individuel | 37 min 00 s   |
| 2013 | Championnats d'Europe en salle         | Göteborg     | 5e       | 1 500 m    | 3 min 39 s 36 |